# Municipio de Hamilton (condado de Adams)
El municipio de Hamilton (en inglés: Hamilton Township) es un municipio ubicado en el condado de Adams en el estado estadounidense de Pensilvania. En el año 2000 tenía una población de 2044 habitantes y una densidad poblacional de 57.6 personas por km².

## Geografía
El municipio de Hamilton se encuentra ubicado en las coordenadas 39°53′00″N 77°01′59″O / 39.88333, -77.03306.

## Demografía
Según la Oficina del Censo en 2000 los ingresos medios por hogar en la localidad eran de $48 938 y los ingresos medios por familia eran $53 523. Los hombres tenían unos ingresos medios de $37 500 frente a los $21 960 para las mujeres. La renta per cápita para la localidad era de $19 659. Alrededor del 5.2% de la población estaban por debajo del umbral de pobreza.